# Dicondylia
Dicondylia su taksonomska grupa (takson) koja uključuje sve insekte osim Archaeognatha. Dicondylia ima donju čeljust pričvršćenu sa dve šarke za glavnu kapsulu (dikondil), za razliku od originalne donje čeljusti sa jednim kugličnim zglobom (monokondil).

## Literatura
- Bernhard Klausnitzer: Insecta (Hexapoda), Insekten In Westheide, Rieger (Hrsg.): Spezielle Zoologie Teil 1: Einzeller und Wirbellose Tiere. Gustav Fischer Verlag, Stuttgart, Jena 1997; S. 626f.